# Kaya Malotana
Pas d'image ? Cliquez ici

a Compétitions nationales et continentales officielles uniquement.

b Matchs officiels uniquement.
Kayalethu Malotana, né le 30 janvier 1976 à Lady Frere (Afrique du Sud), est un joueur de rugby à XV sud-africain qui joue avec l'équipe d'Afrique du Sud. Il évolue au poste de centre (1,87 m et 85 kg).
Il évolue dans la province des Bulldogs (Border).
En 1999, Malotana devient le premier joueur noir à porter le maillot des Springboks lors d'un test match (ce sera sa seule sélection). Avant lui, plusieurs métis avaient joué pour l'Afrique du Sud (Errol Tobias, Avril Williams, Chester Williams, McNeil Hendriks, Breyton Paulse).

## Carrière

### En province
- Bulldogs (Border) 1999

### En équipe nationale
Il a effectué son premier test match avec les Springboks le 10 octobre 1999 à l’occasion d’un match contre l'équipe d'Espagne (47-3) lors de la Coupe du monde.

## Palmarès

### Avec les Springboks
- 1 sélection
- Sélections par saison : 1 en 1999
- Participation à la coupe du monde 1999 (1 match).